# Crime et Châtiment (film, 2007)
Pour les articles homonymes, voir Crime et Châtiment (homonymie).
Pour plus de détails, voir Fiche technique et Distribution.
Crime et Châtiment (罪与罚, Zuì yǔ fá) est un film documentaire chinois réalisé par Zhao Liang, sorti en 2007.
Il remporte la Montgolfière d'or au Festival des trois continents 2007.

## Synopsis
Le documentaire suit la vie de jeunes policiers chinois vivant à la frontière entre la Corée du Nord et la Chine.

## Fiche technique
- Titre original : 罪与罚, Zuì yǔ fá
- Titre français : Crime et Châtiment
- Réalisation : Zhao Liang
- Montage : Adam Kerby
- Producteurs : Sylvie Blum, Nonglux Thongdard
- Pays d'origine :  Chine
- Langue : chinois[Lequel ?]
- Format : couleurs - 35 mm - 1,33:1
- Genre : documentaire
- Durée : 122 minutes
- Date de sortie : 2007

## Distinction
- Montgolfière d'or au Festival des trois continents 2007